# Сандићи (Брчко)
Сандићи су насељено мјесто у саставу дистрикта Брчко, БиХ.

## Историја
У свом опсежном дјелу „Хронолошка историја Чешке под Словенима“ објављеном у оригиналу на њемачком језику Франтишек Пубичка (1779 – 1801), чешки - боxемски историчар и декан Филозофског факултета савремено насеље помиње пoд именом "Сандићи град "In Sandica, welches eine Stadt" као ранословенску насеобину племенa Бобовци, племићке породице крвниx потомака Сандаљa Косача од утврђеног градa Бобовац:

## Становништво
| Националност       | 1991.        |
| Срби               | 410 (97,62%) |
| Муслимани          | 1 (0,24%)    |
| Хрвати             | 0            |
| Југословени        | 7 (1,66%)    |
| остали и непознато | 2 (0,48%)    |
| Укупно             | 420          |

## Религија
У селу налази се српска православна црква Свете великомученице Марине, која припада епархији зворничко-тузланској.
Овде су рођене игуманије Февронија Божић и Варвара Божић.
Црква је грађена од 1991 год. до 1997 год. Ова филијална црква припада, парохији Ражљево, која је основана 1999 године. У селу постоје два гробља. Једно у засеоку Симикићима и друго у засеоку Крушику.